# Premiul pentru literatură al Colecției Lingvistice
Premiul pentru literatură al Colecției Lingvistice (în original, în norvegiană Språklig samlings litteraturpris) este acordat în fiecare an, de Echipa națională pentru Colecția Lingvistică, autorilor norvegieni care manifestă în primul rând calități literare, dar care, în arta lor literară, acordă și demnitate formelor de limbă care indică un comun comun, adică limba norvegiană scrisă.
Premiul a fost acordat pentru prima dată în 1963, iar, după înființarea Fondului de literatură Tomas Refsdal, în 1980, premiul constă într-un cadou bănesc, pe lângă premiul în sine.
Halldis Moren Vesaas a fost membru al juriului premiului I, iar de atunci juriul a avut întotdeauna membri care au fost fie autori cu experiență, fie cercetători literari de seamă sau educatori de literatură.

## Deținătorii premiului
- 1963 – Mikkjel Fønhus
- 1964 – Åsta Holth
- 1965 – Premiul nu a fost acordat
- 1966 – Kåre Holt
- 1967 – Premiul nu a fost acordat
- 1968 – Premiul nu a fost acordat
- 1969 – Elling M. Solheim
- 1970 – Premiul nu a fost acordat
- 1971 – Premiul nu a fost acordat
- 1972 – Hans Børli
- 1973 – Monrad Norderval
- 1974 – Rolf E. Stenersen
- 1975 – Premiul nu a fost acordat
- 1976 – Stein Ove Berg
- 1977 – Gutorm Gjessing
- 1978 – Premiul nu a fost acordat
- 1979 – Olav Dalgard și Kirsten Langbo
- 1980 – Vidar Sandbeck
- 1981 – Premiul nu a fost acordat
- 1982 – Dag Solstad
- 1983 – Erling Pedersen
- 1984 – Tove Nilsen
- 1985 – Einar Økland
- 1986 – Karin Sveen
- 1987 – Ingvar Ambjørnsen
- 1988 – Mari Osmundsen
- 1989 – Arvid Hanssen
- 1990 – Kim Småge
- 1991 – Jon Michelet
- 1992 – Laila Stien
- 1993 – Per Petterson
- 1994 – Ketil Gjessing
- 1995 – Øystein Sunde
- 1996 – Tron Øgrim
- 1997 – Magnar Mikkelsen
- 1998 – Rune Christiansen
- 1999 – Erling Kittelsen
- 2000 – Harald Rosenløw Eeg
- 2001 – Jonny Halberg
- 2002 – Øyvind Berg
- 2003 – Jo Eggen
- 2004 – Olav Skevik
- 2005 – Sverre Knudsen
- 2006 – Kyrre Andreassen
- 2007 – Lise Knudsen
- 2008 – Heidi Marie Kriznik
- 2009 – Kjersti Ericsson
- 2010 – Håvard Syvertsen[1]
- 2011 – Ingvild H. Rishøi
- 2012 – Mona Høvring
- 2013 – Wenche-Britt Hagabakken
- 2014 – Hanne Bramness
- 2015 – Premiul nu a fost acordat
- 2016 – Camilla Otterlei
- 2017 – Jan Kristoffer Dale
- 2018 – Premiul nu a fost acordat
- 2019 – Per Petterson
- 2020 – Johan Borgos
- 2021 – Trine-Lise Rygh
- 2022 – Sunniva M. Roligheten